# Vegetatiekundige

Reinhold Tüxen (links) en Heinz Ellenberg (rechts) in 1961.

Een vegetatiekundige of plantensocioloog is een plantkundige die de vegetatiekunde beoefent. In tegenstelling tot de meeste andere typen plantkundigen onderzoeken vegetatiekundigen de vegetatie zelf als onderzoeksobject; de focus ligt niet op (losse) soorten. Een vegetatiekundige kijkt meer naar het landschapsecologische aspect.